# 2001-es magyar atlétikai bajnokság
A 2001-es magyar atlétikai bajnokság a 106. bajnokság volt. Utoljára rendeztek 4 × 200, 4 × 800 és 4 × 1500 méteres váltókat.

## Helyszínek
- téli dobóbajnokság: március 3., Népstadion, Tüzér utca (gerelyhajítás)
- férfi 50 km gyaloglás: március 24., Gyűgy, Szlovákia
- félmaraton: április 1., Nyíregyháza
- női 20 km gyaloglás: április 8., Békéscsaba
- férfi 20 km gyaloglás: április 21., Balassagyarmat
- női 10 km gyaloglás: május 6., Tatabánya
- 10 000 m: május 13., Szombathely
- váltóbajnokság, 4 × 200, 4 × 1500 m: május 26., Szilágyi utca
- váltóbajnokság, 4 × 800 m: május 27., Bogdánfy utca
- maratoni váltó: június 3., Budapest
- váltóbajnokság, 4 × 400 m: június 17. Budapest
- pályabajnokság: július 25–26., Nyíregyháza
- többpróba bajnokság: szeptember 14–16., Szilágyi utca
- ügyességi csapatbajnokság: szeptember 29., Szilágyi utca
- maraton: szeptember 30., Budapest, Hősök tere – Andrássy út – Roosevelt tér – Lánchíd – Fő utca - Jégverem utca – Bem rakpart (felső) – (Halász utcától) Budai alsó rakpart – FORDÍTÓ (Lágymányosi híd) - Műegyetem rakpart (felső) – Szabadság híd – Közraktár utca - Belgrád rakpart – pesti alsó rakpart – FORDÍTÓ – Újpesti rakpart (alsó) – Jászai Mari tér – Margit híd – Margit-sziget központi út – Árpád híd – Tavasz utca – Fő tér – Laktanya utca – Folyamőr utca – Bogdáni út – Szentendrei út – Mozaik utca – Óbudai rakpart – budai alsó rakpart – Szabadság híd – Közraktár utca – Belgrád rakpart – pesti alsó rakpart – Népfürdő u. – Párkány u. – Esztergomi út – Árbóc u. – Visegrádi u. – Zsilip u. – Váci út – FORDÍTÓ (Felüljáró alatt) – Váci út – Dózsa György út – Állatkerti út – Állatkerti körút – Hősök tere – Olof Palme sétány
- mezeifutás: november 3., Csákvár

## Eredmények

### Férfiak
| Versenyszám            | Arany                                                                              | Arany     | Ezüst                                                                                          | Ezüst                            | Bronz                                                                            | Bronz                            |
| ---------------------- | ---------------------------------------------------------------------------------- | --------- | ---------------------------------------------------------------------------------------------- | -------------------------------- | -------------------------------------------------------------------------------- | -------------------------------- |
| 100 m                  | Kovács Viktor Szolnoki MÁV                                                         | 10,64     | Kandár Zoltán Ferencvárosi TC                                                                  | 10,68                            | Pauer Géza Bp. Honvéd                                                            | 10,73                            |
| 200 m                  | Szeglet Zsolt Győri Dózsa                                                          | 21,13     | Nagy Gergely Újpesti TE                                                                        | 21,34                            | Margl Tamás Tatabányai SC                                                        | 21,34                            |
| 400 m                  | Szeglet Zsolt Győri Dózsa                                                          | 46,08     | Csesznegi Dávid KSI                                                                            | 47,44                            | Szél Tibor Békéscsabai AC                                                        | 47,46                            |
| 800 m                  | Kerékjártó István KSI                                                              | 1:52,22   | Tölgyesi Balázs Alba Regia AK                                                                  | 1:52,33                          | Molnár Kristóf Győri Dózsa                                                       | 1:52,49                          |
| 1500 m                 | Csillag Balázs AC Szekszárd                                                        | 3:47,12   | Oláh Roland Alba Regia AK                                                                      | 3:48,79                          | Tóth Szilárd AC Szekszárd                                                        | 3:49,90                          |
| 5000 m                 | Csillag Balázs AC Szekszárd                                                        | 14:07,42  | Berkovics Imre Debreceni AK                                                                    | 14:13,70                         | Zatykó Miklós Vasas-BBTE                                                         | 14:14,49                         |
| 10 000 m               | Zatykó Miklós Vasas                                                                | 29:27,76  | Molnár Tibor BVSC                                                                              | 30:06,69                         | Stépán Zsolt BVSC                                                                | 30:33,66                         |
| 4 × 100 m              | Bédi Tibor Prosser Zsolt Maroshévizi Gergely Pauer Géza Bp. Honvéd                 | 41,50     | Berán Péter Nagy Gergő Ágoston Dániel Cselovszki Lüszien Újpesti TE                            | 41,70                            | Chvala Domonkos Kandár Zoltán Arnhoffer Károly Lóczi Rumen Ferencvárosi TC       | 42,11                            |
| 4 × 200 m              | Dremák András Pauer Géza Zsombor Csaba Bédi Tibor Bp. Honvéd                       | 1:27,05   | Kis Csaba Polgár Balázs Árpási Miklós Csesznegi Dávid KSI                                      | 1:30,54                          | Mayer József Király Tamás Takács Gábor Cziráki László Pécsi AC                   | 1:31,62                          |
| 4 × 400 m              | Zsivoczky Attila Szabó János Ullaga András Kilvinger Attila Debreceni AK           | 3:14,31   | Báró-Székely Krisztián Molnár Kristóf Molnár Szabolcs Lukács András Győri Dózsa                | 3:14,6                           | Polgár Balázs Kis Csaba Árpási Miklós Csesznegi Dávid KSI                        | 3:16,41                          |
| 4 × 800 m              | Árpási Miklós Kis Csaba Csesznegi Dávid Polgár Balázs KSI                          | 7:35,07   | Lukács András Molnár Szabolcs Nagy István Molnár Kristóf Győri Dózsa                           | 7:35,88                          | Oláh Roland Timár Levente Békési Ferenc Tölgyesi Balázs Alba Regia AK            | 7:37,17                          |
| 4 × 1500 m             | Kovács Krisztián Németh Máté Tóth Szilárd Csillag Balázs AC Szekszárd              | 15:31,29  | Timár Levente Oláh Roland Békési Ferenc Tölgyesi Balázs Alba Regia AK                          | 15:34,97                         | Torjai László Freier Dávid Bodor Olivér Kőműves Norbert Pécsi VSK                | 16:02,25                         |
| 110 m gát              | Csillag Levente Szolnoki MÁV                                                       | 13,86     | Kovács Balázs VEDAC                                                                            | 13,90                            | Palágyi Gergely Vasas-BBTE                                                       | 13,91                            |
| 400 m gát              | Kovács Dusán SZGYÁG DVSE                                                           | 50,07     | Kilvinger Attila Debreceni AK                                                                  | 52,53                            | Bédi Tibor Bp. Honvéd                                                            | 52,75                            |
| 3000 m akadály         | Németh Máté AC Szekszárd                                                           | 9:05,61   | Jacsó István KSI                                                                               | 9:09,49                          | Timár Levente Alba Regia AK                                                      | 9:25,53                          |
| 20 km gyaloglás        | Urbanik Sándor Békéscsabai AC                                                      | 1:22:34,7 | Tóth János Nyíregyházi VSC                                                                     | 1:27:24,0                        | Lengyel Gábor Szegedi VSE                                                        | 1:28:36,4                        |
| 50 km gyaloglás        | Urbanik Sándor Békéscsabai AC                                                      | 3:48:41   | Czukor Zoltán Pécsi VSK                                                                        | 4:04:04                          | Fülöp Attila Ipoly Walking                                                       | 4:22:57                          |
| magasugrás             | Fehér Román Dunaújvárosi AC                                                        | 213 cm    | Akácz Zoltán Tiszaújvárosi SC                                                                  | 213 cm                           | Kovács Tivadar Szolnoki MÁVKomendánt Péter VEDAC                                 | 205 cm                           |
| rúdugrás               | Szabó Dezső Újpesti TE                                                             | 490 cm    | Zsivoczky Attila Debreceni AK                                                                  | 480 cm                           | Kürtösi Zsolt Pécsi VSK                                                          | 480 cm                           |
| távolugrás             | Margl Tamás Tatabányai SC                                                          | 754 cm    | Dömötör Balázs Tatabányai SC                                                                   | 738 cm                           | Lőrincz Imre Soproni AC                                                          | 718 cm                           |
| hármasugrás            | Tölgyesi Péter Dunakeszi VSE                                                       | 15,51 m   | Czingler Zsolt Újpesti TE                                                                      | 15,29 m                          | Dömötör Balázs Tatabányai SC                                                     | 15,26 m                          |
| súlylökés              | Kiss Szilárd Haladás VSE                                                           | 19,37 m   | Bíber Zsolt BEAC                                                                               | 19,09 m                          | Máté Gábor CSASE                                                                 | 17,56 m                          |
| diszkoszvetés          | Kővágó Zoltán Debreceni AK                                                         | 64,84 m   | Varga Roland Újpesti TE                                                                        | 64,22 m                          | Máté Gábor CSASE                                                                 | 59,29 m                          |
| kalapácsvetés          | Gécsek Tibor Dobó SE                                                               | 81,68 m   | Pars Krisztián Dobó SE                                                                         | 72,15 m                          | Botfa Péter Haladás VSE                                                          | 71,73 m                          |
| gerelyhajítás          | Horváth Gergely Csepeli Hungária                                                   | 80,80 m   | Belák József Újpesti TE                                                                        | 69,70 m                          | Hajdú Gábor BEAC                                                                 | 68,75 m                          |
| tízpróba               | Polónyi Tamás Szolnoki MÁV                                                         | 7349      | Kovács Norbert TFAC                                                                            | 5862                             | Ködmön Szabolcs Hatvani AC                                                       | 5711                             |
| kis mezei futás 6 km   | Benedek Zsolt Debreceni VSI                                                        | 17:51     | Sági Ferenc BVSC                                                                               | 17:53                            | Árpási Miklós KSI                                                                | 18:10                            |
| mezei futás 12 km      | Zatykó Miklós Vasas-BBTE                                                           | 36:37     | Berkovics Imre Debreceni VSI                                                                   | 37:16                            | Juhász András Bp. Honvéd                                                         | 37:32                            |
| félmaraton             | Benedek Zsolt Debreceni AK                                                         | 1:02:28   | Zatykó Miklós Vasas SC                                                                         | 1:02:47                          | Molnár Tibor BVSC                                                                | 1:04:36                          |
| maraton                | Szűcs Antal BVSC                                                                   | 2:20:16   | Baier Tibor BVSC                                                                               | 2:22:00                          | Nagy László Dunakeszi VSE                                                        | 2:22:34                          |
| csapat 20 km gyaloglás | Lengyel Gábor Tubak Róbert Farkas Ádám Szegedi VSE                                 | 4:46:45,1 | Urbanik Sándor Csont Attila Süle Zoltán Békéscsabai AC                                         | 4:44:46,5                        | Czukor Zoltán Ambrózi Balázs Óvári János Pécsi VSK                               | 5:01:20,3                        |
| csapat 50 km gyaloglás | Lengyel Gábor Tubak Róbert Papp Ferenc Szegedi VSE                                 | 14:35:11  | Több értékelhető csapat nem volt                                                               | Több értékelhető csapat nem volt | Több értékelhető csapat nem volt                                                 | Több értékelhető csapat nem volt |
| csapat kis mezei futás | Búcsú Dénes Muhari Gábor Eső András VEDAC                                          | 21        | Árpási Miklós Jacsó István Kedves Roland KSI                                                   | 21                               | Kis Roland Oláh Roland Tölgyesi Balázs Alba Regia AK                             | 32                               |
| csapat mezei futás     | Zatykó Miklós Rezessy Gergely Szabó Imre Vasas-BBTE                                | 11        | Juhász András Ostoróczki Ferenc Gombos Károly Bp. Honvéd                                       | 24                               | Berkovics Imre Dienes László Huszti László Debreceni VSI                         | 39                               |
| csapat félmaraton      | Molnár Tibor Serfőző Sándor Sági Ferenc BVSC                                       | 3:14:55   | Zatykó Miklós Szabó Imre Werner Péter Vasas SC                                                 | 3:16:26                          | Benedek Zsolt Balassa Levente Lipták Tamás Debreceni AK                          | 3:17:38                          |
| csapat maraton         | Szűcs Antal Baier Tibor Malonovits József BVSC                                     | 7:19:03   | Zsódér Zsolt Maros Ervin Zsigovics Tamás Kőszegi SE                                            | 7:26:36                          | Rezessy Gergely Werner Péter Szabó Imre Vasas-BBTE                               | 7:31:49                          |
| maratoni váltó         | Serfőző Sándor Holba Zoltán Baier Tibor Molnár Tibor Sági Ferenc Stépán Zsolt BVSC | 2:09:31   | Zatykó Miklós Szabó Imre Rezessy Gergely Werner Péter Lehotai Győző Parázsay László Vasas-BBTE | 2:11:50                          | Weisz Péter Búcsú Dénes Szirbek Zsolt Szemán János Muhari Gábor Eső András VEDAC | 2:13:26                          |
| csapat magasugrás      | Polónyi Tamás Kovács Tivadar Urbán Szabó András Hortobágyi Zoltán Szolnoki MÁV     | 197,75 cm | Vass Zoltán Makra Zoltán Schulek Dávid Szegedinszky Igor TFAC                                  | 193,75 cm                        | Papp Napóleon Boros László H. Szabó Csaba Szabó Róbert Kecskeméti ARC            | 193,50 cm                        |
| csapat rúdugrás        | Szabó Zoltán Zsivoczky Attila Tamás György Géczi Ferenc Debreceni AK               | 407,50 cm | Váczi János Sátor Attila Makszin Áron Makra Zoltán TFAC                                        | 390,00 cm                        | Szörényi Zoltán Szekeres Zsolt Dezső Ákos Katona Máté Gödöllői EAC               | 375,00 cm                        |
| csapat távolugrás      | Margl Tamás Ponyori Sándor Dömötör Balázs Molnár Tamás Tatabányai SC               | 681,75 cm | Lőrincz Imre Németh Gergely Golobkov Szergej Szabó Ambrus Soproni AC                           | 679,75 cm                        | Babicz Pál Kovács Norbert Váczi János Voncsina Henrik TFAC                       | 665,5 cm                         |
| csapat hármasugrás     | Voncsina Henrik Babicz Pál Schulek Dávid Vass Zoltán TFAC                          | 14,2275 m | Tarr Péter Olasz Tamás Andrási Márton Varga Tamás Alba Regia AK                                | 13,7500 m                        | Harcsa Norbert Lengyel Zsolt Kuripla Szabolcs Bora Norbert Nyíregyházi VSC       | 13,1550 m                        |
| csapat súlylökés       | Kiss Szilárd Kónya Kálmán Horváth Attila Annus Adrián Haladás VSE                  | 16,9775 m | Sinkó Árpád Míg György Kóczián Jenő Halász Tamás Ganz Air-KAC                                  | 14,8625 m                        | Nagy Ákos Varga Zsolt Doszkocs Péter Horváth Gábor Pécsi AC                      | 14,0425 m                        |
| csapat diszkoszvetés   | Fazekas Róbert Horváth Attila Kiss Szilárd Annus Adrián Haladás VSE                | 54,2100 m | Kővágó Zoltán Tóth Lajos Zsivoczky Attila Tóth Zoltán Debreceni AK-DSI                         | 45,1600 m                        | Kerekes László Becskó Sándor Tóth László Gyurján Tamás Nyíregyházi VSC           | 44,2450 m                        |
| csapat kalapácsvetés   | Gécsek Tibor Ladislav Vaska Pars Krisztián Végh Sándor Dobó SE                     | 71,8100 m | Annus Adrián Botfa Péter Horváth József Fazekas Róbert Haladás VSE                             | 66,7125 m                        | Fábián Zoltán Sebestyén Gábor Kiss Szilárd Konczér Balázs Haladás VSE            | 53,9725 m                        |
| csapat gerelyhajítás   | Nagy Sándor Lakatos Levente Zsivoczky Attila Erdei Zoltán Debreceni AK-DSI         | 62,2175 m | Varga Lajos Erdős Adrián Dénes Károly Kurucsó Péter Szegedi VSE                                | 59,5525 m                        | Palotai László Lajter Sándor Szabó Károly Mondi Károly Kőrisfa SE                | 59,3575 m                        |

### Nők
| Versenyszám            | Arany                                                                                    | Arany          | Ezüst                                                                                            | Ezüst     | Bronz                                                                                          | Bronz                |
| ---------------------- | ---------------------------------------------------------------------------------------- | -------------- | ------------------------------------------------------------------------------------------------ | --------- | ---------------------------------------------------------------------------------------------- | -------------------- |
| 100 m                  | Lőrincz Krisztina Bp. Honvéd                                                             | 11,95          | Kun Alice Békéscsabai AC                                                                         | 11,96     | Listár Nikolett Alba Regia AK                                                                  | 12,12                |
| 200 m                  | Petráhn Barbara Győri Dózsa                                                              | 23,73          | Kun Alice Békéscsabai AC                                                                         | 23,78     | Lőrincz Krisztina Bp. Honvéd                                                                   | 24,47                |
| 400 m                  | Kun Alice Békéscsabai AC                                                                 | 53,04          | Petráhn Barbara Győri Dózsa                                                                      | 53,21     | Bobcsek Emese Békéscsabai AC                                                                   | 56,45                |
| 800 m                  | Varga Judit Haladás VSE                                                                  | 2:08,50        | Mezei Zita Nyíregyházi VSC                                                                       | 2:10,45   | Tóth Lívia VEDAC                                                                               | 2:10,74              |
| 1500 m                 | Tóth Lívia VEDAC                                                                         | 4:27,65        | Staicu Simona BVSC                                                                               | 4:28,49   | Papp Krisztina Újpesti TE                                                                      | 4:28,94              |
| 5000 m                 | Staicu Simona BVSC                                                                       | 15:54,68       | Papp Krisztina Újpesti TE                                                                        | 15:57,91  | Csomor Erika BVSC                                                                              | 16:00,44             |
| 10 000 m               | Staicu Simona BVSC                                                                       | 32:36,88       | Kálovics Anikó Haladás VSE                                                                       | 32:48,76  | Csomor Erika BVSC                                                                              | 33:30,28             |
| 4 × 100 m              | Nagy Zsófia Lőrincz Krisztina Wéber Kinga Vaszi Tünde Bp. Honvéd                         | 46,48          | Vagdal Orsolya Farkas Bernadett Szabados Eszter Bálint Zita Zalaegerszegi AC                     | 48,45     | Kárász Melinda Járay Melinda Soós Eszter Vertetics Eszter Haladás VSE                          | 48,93                |
| 4 × 200 m              | Wéber Kinga Lőrincz Krisztina Hargitay Éva Szakács Enikő Bp. Honvéd                      | 1:40,51        | Halmosi Erika Soós Eszter Járay Melinda Varga Judit Haladás VSE                                  | 1:44,88   | Torma Krisztina Kálmán Eszter Hrabovszky Tünde Király Kinga ELTE TK                            | 1:46,61              |
| 4 × 400 m              | Wéber Kinga Vértessy Katalin Bori Annamária Szakács Enikő Bp. Honvéd                     | 3:43,52        | Laczó Rita Csendes Ildikó Bobcsek Emese Kun Alice Békéscsabai AC                                 | 3:45,18   | Kiss Gyöngyi Szekeres Viktória Durkó Eliána Pék Andrea Gödöllői EAC                            | 3:52,46              |
| 4 × 800 m              | Oláh Katalin Csomor Erika Staicu Simona Rakonczai Beáta BVSC                             | 9:03,93        | Szalai Andrea Soós Eszter Járay Melinda Varga Judit Haladás VSE                                  | 9:19,73   | Csizi Réka Molnár Barbara Vajda Zsuzsa Zsebeházy Eszter MAC-Népstadion                         | 9:35,20              |
| 100 m gát              | Vári Edit BEAC                                                                           | 14,06          | Skoumal Réka Marathon AC                                                                         | 14,46     | Hrabovszky Tünde ELTE TK                                                                       | 14,65                |
| 400 m gát              | Dóczi Orsolya Ferencvárosi TC                                                            | 59,52          | Ray Szilvia Zalaegerszegi AC                                                                     | 59,93     | Vékony Judit Ikarus BSE                                                                        | 1:00,08              |
| 10 km gyaloglás        | Rosza Mária Békéscsabai AC                                                               | 46:37          | Ilyés Ildikó Alba Regia AK                                                                       | 48:52     | Füsti Edina Tatabányai SC                                                                      | 49:28                |
| 20 km gyaloglás        | Rosza Mária Békéscsabai AC                                                               | 1:37:56        | Füsti Edina Tatabányai SC                                                                        | 1:39:00   | Gruber Orsolya Bp. Honvéd                                                                      | 1:45:51              |
| magasugrás             | Győrffy Dóra BEAC                                                                        | 200 cm         | Bódi Bernadett Ferencvárosi TC                                                                   | 179 cm    | Stáhl Ágota VEDAC                                                                              | 175 cm               |
| rúdugrás               | Molnár Krisztina Szolnoki MÁV                                                            | 420 cm         | Juhász Fanni Újpesti TE                                                                          | 415 cn    | Szabó Zsuzsa BEAC                                                                              | 400 cm               |
| távolugrás             | Vaszi Tünde Bp. Honvéd                                                                   | 665 cm         | Ajkler Zita Nyíregyházi VSC                                                                      | 629 cm    | Kövesi Krisztina Bp. Honvéd                                                                    | 575 cm               |
| hármasugrás            | Ajkler Zita Nyíregyházi VSC                                                              | 13,26 m        | Bálint Zita Zalaegerszegi AC                                                                     | 13,25 m   | Babos Rita Győri Dózsa                                                                         | 12,65 m              |
| súlylökés              | Kürti Éva Nyíregyházi VSC                                                                | 15,24 m        | Lukóczki Nárcisz Békéscsabai AC                                                                  | 13,73 m   | Ináncsi Rita Bp. Honvéd                                                                        | 13,22 m              |
| diszkoszvetés          | Kürti Éva Nyíregyházi VSC                                                                | 54,74 m        | Varga Ildikó Gödöllői EAC                                                                        | 48,78 m   | Sugár Barbara Haladás VSE                                                                      | 47,88 m              |
| kalapácsvetés          | Sugár Barbara Haladás VSE                                                                | 59,94 m        | Németh Barbara Dobó SE                                                                           | 58,84 m   | Hajnal Mária Nyíregyházi VSC                                                                   | 58,48 m              |
| gerelyhajítás          | Szabó Nikolett Ferencvárosi TC                                                           | 57,82 m        | Gránicz Andrea Ferencvárosi TC                                                                   | 54,27 m   | Frajka Xénia Újpesti TE                                                                        | 54,17 m              |
| hétpróba               | Ajkler Zita Nyíregyházi VSC                                                              | 5323           | Skoumal Réka Marathon AC                                                                         | 5101      | Soós Eszter Haladás VSE                                                                        | 4823                 |
| félmaraton             | Staicu Simona BVSC                                                                       | 1:08:36        | Rakonczai Beáta BVSC                                                                             | 1:09:27   | Kovács Ida VEDAC                                                                               | 1:13:15              |
| maratoni futás         | Földingné Nagy Judit Győri Dózsa                                                         | 2:39:02        | Pásztor Kornélia Debreceni AK                                                                    | 2:44:46   | Kovács Ida VEDAC                                                                               | 2:48:15              |
| mezei futás            | Rakonczai Beáta BVSC                                                                     | 19:20          | Staicu Simona BVSC                                                                               | 19:31     | Kálovics Anikó Haladás VSE                                                                     | 19:44                |
| csapat félmaraton      | Simona Staicu Rakonczai Beáta Nyitrai Zsuzsa BVSC                                        | 3:42:51        | Kovács Ida Tóth Lívia Brassai Réka VEDAC                                                         | 3:49:35   | Garami Katalin Gergelics Natália Tamáskovics Adrienn Bp. Honvéd                                | 4:13:45              |
| csapat maratoni futás  | Kovács Ida Brassai Réka Mike Krisztina VEDAC                                             | 8:47:58        | Póth Mariann Kovács Krisztina Berkes Katalin Margitszigeti AC                                    | 9:12:26   | Sziráki Margit Demetrovics Judit Erdős Gyöngyi Bp. Honvéd                                      | 9:30:16              |
| maratoni váltó         | Brassai Réka Kovács Ida Pozsonyi Andrea Mike Krisztina Herter Diána Kulics Beatrix VEDAC | 2:39:162:39:55 | Zsiga Tímea Futó Marianna Prácser Kinga Keresztes Kinga Járai Melinda Kálovics Anikó Haladás VSE |           | Kiss Ágnes Kövesi Kitti Csenkő Anita Takács Magdolna Görög Veronika Földvári Anett Szegedi VSE | 2:43:15              |
| csapat 10 km gyaloglás | Gruber Orsolya Erdős Virág Puskás Éva Bp. Honvéd                                         | 2:20:04        | Benkő Anita Papp Gabriella Zádori Orsolya Szegedi VSE                                            | 2:43:03   | Barka Ágnes Zsoffay Klára Szuromi Karina Margitszigeti AC                                      | 2:57:16              |
| csapat 20 km gyaloglás | Zádori Orsolya Papp Gabriella Gémes Betti Szegedi VSE                                    | 5:50:45        | Ilyés Hedvig Földesi Regina Kis-Kovács Györgyi Békési DAC                                        | 6:48:50   | Több induló nem volt                                                                           | Több induló nem volt |
| csapat mezei futás     | Rakonczai Beáta Staicu Simona Csomor Erika BVSC                                          | 7              | Kálovics Anikó Zsiga Tímea Prácser Kinga Haladás VSE                                             | 19        | Kovács Ida Tóth Lívia Brassay Réka VEDAC                                                       | 21                   |
| csapat magasugrás      | Stáhl Ágota Hegyi Judit Wacha Dóra Nagy Georgina VEDAC                                   | 156,50 cm      | Bene Hajnalka Magyar Tímea Adamik Anna Erdős Zsuzsanna Kecskeméti ARC                            | 156,00 cm | Sárközy Szandra Vadász Kitti Hermész Ágnes Hauszknecht Edina Pécsi AC                          | 152,75 cm            |
| csapat rúdugrás        | Vaszi Tünde Auth Gabriella Csizik Éva Lendvai Zsuzsa Bp. Honvéd                          | 332,50 cm      | Lendvai Eszter Koppány Gabriella Deli Bernadett Koppány Katalin KSI                              | 307,50 cm | Juhász Fanni B. Kiss Evelin Donáth Katalin Hipeller Éva Újpesti TE                             | 290,00 cm            |
| csapat távolugrás      | Kundlya Zsófia Rácz Réka Szentléleki Andrea Szebeni Petra Dunakeszi VSE                  | 529,25 cm      | Miklós Éva Disztl Gabriella Gyolcsos Mária Kiss Andrea Alba Regia AK                             | 521,50 cm | Ajkler Zita Lisztes Szilvia Keller Ildikó Kató Mária Nyíregyházi VSC                           | 517,25 cm            |
| csapat hármasugrás     | Németh Klára Kürti Szabina Abiwu Bettina Németh Csilla Szolnoki MÁV                      | 11,3750 m      | Cséfalvay Szilvia Rácz Tünde Koppány Katalin Koppány Gabriella KSI                               | 11,3325 m | Gyömrei Tímea Andris Anita Szilágyi Nóra Szlovicsák Katalin Ferencvárosi TC                    | 11,2000 m            |
| csapat súlylökés       | Födi Zita Bata Melinda Dobó Ágnes Horváth Renáta Kikunhalasi AC                          | 11,1125 m      | Lukóczki Nárcisz Laurinyecz Gyöngyi Medovarszki Éva Botyánszki Sára Békéscsabai AC               | 10,9025 m | Frajka Xénia Hipeller Éva Szöllős Eszter Mojzes Barbara Újpesti TE                             | 10,8525 m            |
| csapat diszkoszvetés   | Bárány Bernadett Szabó Nikolett Zsigmond Kinga Gránicz Andrea Ferencvárosi TC            | 35,6575 m      | Hajnal Mária Borbély Anita Vészeli Mária Keller Ildikó Nyíregyházi VSC                           | 33,8275 m | Frajka Xénia Szöllős Eszter Szegvári Katalin Mojzes Barbara Újpesti TE                         | 32,9475 m            |
| csapat kalapácsvetés   | Marx Lívia Kéri Andrea Németh Barbara Nickl Vanda Dobó SE                                | 52,1525 m      | Orbán Éva Pápai Zsuzsanna Markó Borbála Sztojalovszky Gabriella VEDAC                            | 39,9425 m | Hajnal Mária Keller Ildikó Borbély Anita Vészeli Mária Nyíregyházi VSC                         | 32,3150 m            |
| csapat gerelyhajítás   | Gránicz Andrea Antal Katalin Preisinger Ágnes Bárány Bernadett Ferencvárosi TC           | 48,2125 m      | Frajka Xénia Szegvári Katalin Völgyi Katalin Mojzes Barbara Újpesti TE                           | 39,4700 m | Kovács Eszter Lipták Zita Palombi Margit Kocsis Renáta Tatabányai SC                           | 36,1050 m            |

## Téli dobóbajnokság
Férfiak
| Versenyszám   | Arany                         | Arany   | Ezüst                     | Ezüst   | Bronz                     | Bronz   |
| ------------- | ----------------------------- | ------- | ------------------------- | ------- | ------------------------- | ------- |
| diszkoszvetés | Fazekas Róbert Haladás VSE    | 61,66 m | Varga Roland Újpesti TE   | 61,17 m | Kiss Szilárd Haladás VSE  | 52,21 m |
| kalapácsvetés | Németh Zsolt Dobó SE          | 77,87 m | Annus Adrián Haladás VSE  | 77,21 m | Botfa Péter Haladás VSE   | 69,58 m |
| gerelyhajítás | Laduver Róbert Békéscsabai AC | 66,83 m | Kurucsó Péter Szegedi VSE | 59,14 m | Magyari Zoltán Verőce DSE | 57,01 m |

Nők
| Versenyszám   | Arany                             | Arany   | Ezüst                        | Ezüst   | Bronz                     | Bronz   |
| ------------- | --------------------------------- | ------- | ---------------------------- | ------- | ------------------------- | ------- |
| diszkoszvetés | Kürti Éva Nyíregyházi VSC         | 56,13 m | Divós Katalin Dobó SE        | 54,30 m | Varga Ildikó Gödöllői EAC | 47,95 m |
| kalapácsvetés | Divós Katalin Dobó SE             | 64,58 m | Hajnal Mária Nyíregyházi VSC | 60,90 m | Németh Barbara Dobó SE    | 57,75 m |
| gerelyhajítás | Füredi Zsuzsanna Csepeli Hungária | 50,55 m | Kovács Eszter Tatabányai SC  | 43,02 m | Lipták Zita Tatabányai SC | 41,91 m |

## Magyar atlétikai csúcsok
- n. 3000 m 8:32.70 ocs. Szentgyörgyi Katalin NYVSC Saint-Denis 7. 6.
- 50 km gyaloglás 3:55:37 ocs. Czukor Zoltán PVSK Budapest 8. 11.
- n. magasugrás 200 cm ocs. Győrffy Dóra BEAC Nyíregyháza 7. 26.
- n. távolugrás 686 cm ocs. Vaszi Tünde Honvéd Edmonton 8. 7.
- n. (új) gerelyhajítás 64.62 m ocs. Szabó Nikolett FTC Pátra 7. 22.